# Symbiopsis violescens
Symbiopsis violescens är en fjärilsart som beskrevs av Robert Spitz 1931. Symbiopsis violescens ingår i släktet Symbiopsis och familjen juvelvingar. Inga underarter finns listade i Catalogue of Life.